# عرعر صيني
العرعر الصيني نوع نباتي شجري من جنس العرعر يتبع الفصيلة السروية. ينتشر في الصين واليابان وجزيرة تايوان.